# Leopold Mandl (Journalist, 1849)
Leopold Mandl (29. April 1849 in Myjava, Ungarn  – 18. Januar 1925 in Horn, Österreich) war ein Kaufmann und Redakteur.
Mandl war Redakteur des Wiener Tageblatts. Als Kaufmann (Landesproduktenhandlung) und Privatgelehrter (Orientalist) lebte er in Röhrenbach im Bezirk Horn in Niederösterreich.

## Veröffentlichungen
- Psychologie zum Verständnis des Antisemitismus. Treue Worte an Freund und Feind. Fischer, Wien 1882
- Ein Staatsstreich im alten Aegypten. Studie zur Beleuchtung der Geschichte Josefs. Waixner, Wien 1897
- Die Schächtfrage. 1905